# Mussol de Madagascar
El mussol de Madagascar (Asio madagascariensis) és una espècie d'ocell de la família dels estrígids (Strigidae). Habita els boscos de Madagascar entre el nivell del mar i els 1.600 metres sobre el nivell del mar. Es endèmic de l'illa de Madagascar. El seu estat de conservació es considera de risc mínim.
Es petit, fa entre 40 i 50 centímetres. És nocturn i s'alimenta de petits mamífers.